# 石川正信
石川 正信（いしかわ まさのぶ、生年不明 - 天正12年（1584年））は、戦国時代の武将。通称源左衛門 。

## 略歴
三河国木戸村（安城市）の住人 。松平清康に仕える武士・石川信治の子で、松平広忠に仕えた。
天正12年（1584年）小牧・長久手の戦いで討ち死にした 。
娘は平岩親吉に嫁ぎ 、息子の石川信定は徳川家康に仕え、信定の子は文人としても活躍した石川丈山。